# Patrick Brontë
Patrick Brontë (Emdale, Condado de Down (actual Irlanda del Norte); 17 de marzo de 1777 - Haworth, Yorkshire; 7 de junio de 1861) fue un sacerdote anglicano y escritor irlandés, que residió durante la mayor parte de su vida adulta en Inglaterra y fue padre de las célebres escritoras inglesas Charlotte, Emily y Anne Brontë, así como de Branwell Brontë.

## Biografía

### Formación
Patrick fue el mayor de los diez hijos del matrimonio formado por Hugh Brunty y Eleanor McCrory, unos humildes granjeros irlandeses del Condado de Down. (Más adelante, Patrick cambiaría la ortografía de su apellido, "Brunty", convirtiéndolo en "Brontë"). En su infancia trabajó como herrero y como aprendiz en un telar. A la edad de dieciséis años consiguió abrir su propia escuela en Drumballerony, un pueblo de Bradford. Gracias a Tighes, Patrick pudo estudiar en Inglaterra, en el St. John's College de Cambridge, donde se graduó en 1806. Poco después fue ordenado como pastor anglicano.

### Carrera eclesiástica
Ordenado en 1807, su primer destino fue la coadjutoría de Wetherfield, en Essex; más tarde fue nombrado coadjutor de Wellington (Shropshire), en 1808; de Dewsbury (Yorkshire) en 1809; y de Hartshead (Yorkshire), en 1810. Trabajó como examinador en la Woodhouse Grove School; fue gracias a este trabajo que conoció en 1812 a su futura esposa, que se encontraba de visita en casa del director de la escuela, John Fennell, que era tío suyo. 
Su siguiente destino, ya casado, fue Thornton (Yorkshire), en 1815. En 1820 fue nombrado coadjutor perpetuo de Haworth, Stanbury y Oxenhope, junto con la parroquia de Bradford.

### Carrera literaria
Patrick Brontë fue un escritor bastante prolífico. Publicó su primer poema, "Winter Evening Thoughts", en un periódico local, en 1810. Su primer libro, una colección de poemas morales, Cottage Poems, apareció en 1811. A lo largo de su vida publicó otras muchas obras, entre las que destacan The Cottage In The Wood (1816) y The Maid of Killarney (1818).

### Matrimonio y familia
El 29 de diciembre de 1812 Patrick Brontë se casó con Maria Branwell, hija de un próspero mercader de Cornualles, en la iglesia de Guiseley, cerca de Leeds. Las dos primeras hijas del matrimonio, Maria (1814) y Elizabeth (1815) nacieron en Dewsbury, pero en 1815 la familia se trasladó a Thornton, un pequeño pueblo al oeste de Bradford, y fue en esta localidad donde nació el resto de sus hijos: Charlotte (1816), Branwell (1817), Emily Jane (1818) y Anne (1820).